# Ben Jonson
Ben Jonson (1572 - 1637) va ser un dramaturg i poeta anglès de gran prestigi. Conegut pel seu gust polèmic i les seves crítiques artístiques, destacà sobretot en la sàtira. Va ser un rival de William Shakespeare en el teatre i de John Donne en la poesia (ell mateix provocava les comparacions en els seus pròlegs). Era íntim amic del compositor Alfonso Ferrabosco (fill) el qual li posà música a algunes de les seves obres.
Ben Johnson era un personatge influent a la cort del rei Carles I d'Anglaterra, i fou l’autor dels guions dels balls mascarats de la cort.

## Obra
Les seves obres més conegudes estan en el terreny de la comèdia i la poesia lírica, entre les quals destaquen:
- Volpone: el protagonista fingeix estar al llit de mort per veure com reaccionen els possibles hereus; és una crítica contra l'avarícia i les falses aparences
- L'Alquimista: en absència de l'amo, un servent crida una prostituta i un alquimista per entretenir la gent. Segueix fidelment les regles clàssiques de les tres unitats
- La Dama Magnètica: és una comèdia casolana sobre les relacions entre una vídua, la seva filla, el seu pretendent i el servei. El títol és irònic, ve donat perquè la filla atreu els homes per la seva fortuna.
- L'illa dels gossos (The Isle of Dogs) 1597, co-escrita amb Thomas Nashe, que va ser prohibida i que va provocar un gran escàndol a la seva època.

## Traduccions al català
- Volpone, o la guineu, traducció de Rafael Tasis